# Ludovico Morbioli
Ludovico Morbioli (Bologna, 1433 – Bologna, 9 novembre 1485) è stato un penitente italiano; il suo culto come beato è stato confermato da papa Gregorio XVI nel 1842.

## Biografia
Era uno dei sei figli (cinque maschi e una femmina) di Antonia e Francesco Antonio Morbioli, appartenenti alla piccola borghesia bolognese. Sposò Lucia di Giovanni Tura e nel 1462 si trasferì a Venezia, dove condusse una vita dissoluta fino a quando, ammalatosi gravemente, fu ricoverato nell'ospedale dei canonici regolari di San Salvatore: vi maturò una profonda crisi spirituale che lo spinse ad abbracciare una vita di rigore e penitenza.
Nel 1470 fece ritorno a Bologna, si separò dalla moglie e, vestendo un abito bianco con una croce sul petto e tenendo in mano una croce, prese a predicare la penitenza e la mortificazione attraversando, a dorso d'asino, varie città emiliane.
Ammalatosi, morì nel 1485: tra l'anno della sua morte e il 1489 Battista da Mantova compose un carme sulla sua vita, che costituisce la più antica biografia del Morbioli.

## Il culto
Il suo culto iniziò subito dopo la morte: fu sepolto in cattedrale a Bologna, ma le sue ossa andarono disperse dopo il rifacimento dell'edificio promosso dal cardinale Gabriele Paleotti; nel 1614 il cardinale Girolamo Boncompagni avviò il regolare processo di canonizzazione, che però non fu mai portato a termine.
Papa Gregorio XVI, con decreto del 24 ottobre 1842, ne confermò il culto con il titolo di beato.
Il suo elogio si legge nel martirologio romano al 9 novembre.